# Deiopea
Deiopea è nella mitologia classica la più bella delle quattordici ninfe di Giunone, il suo nome significa «la devastatrice».
Nell'Eneide (Aen. I, 71-75) di Virgilio la ninfa viene offerta da Giunone in sposa al dio dei venti Eolo per convincerlo a scatenare una tempesta contro le navi di Enea impedendo così ai troiani di proseguire il loro viaggio.